# Breite Straße 16 (Velten)

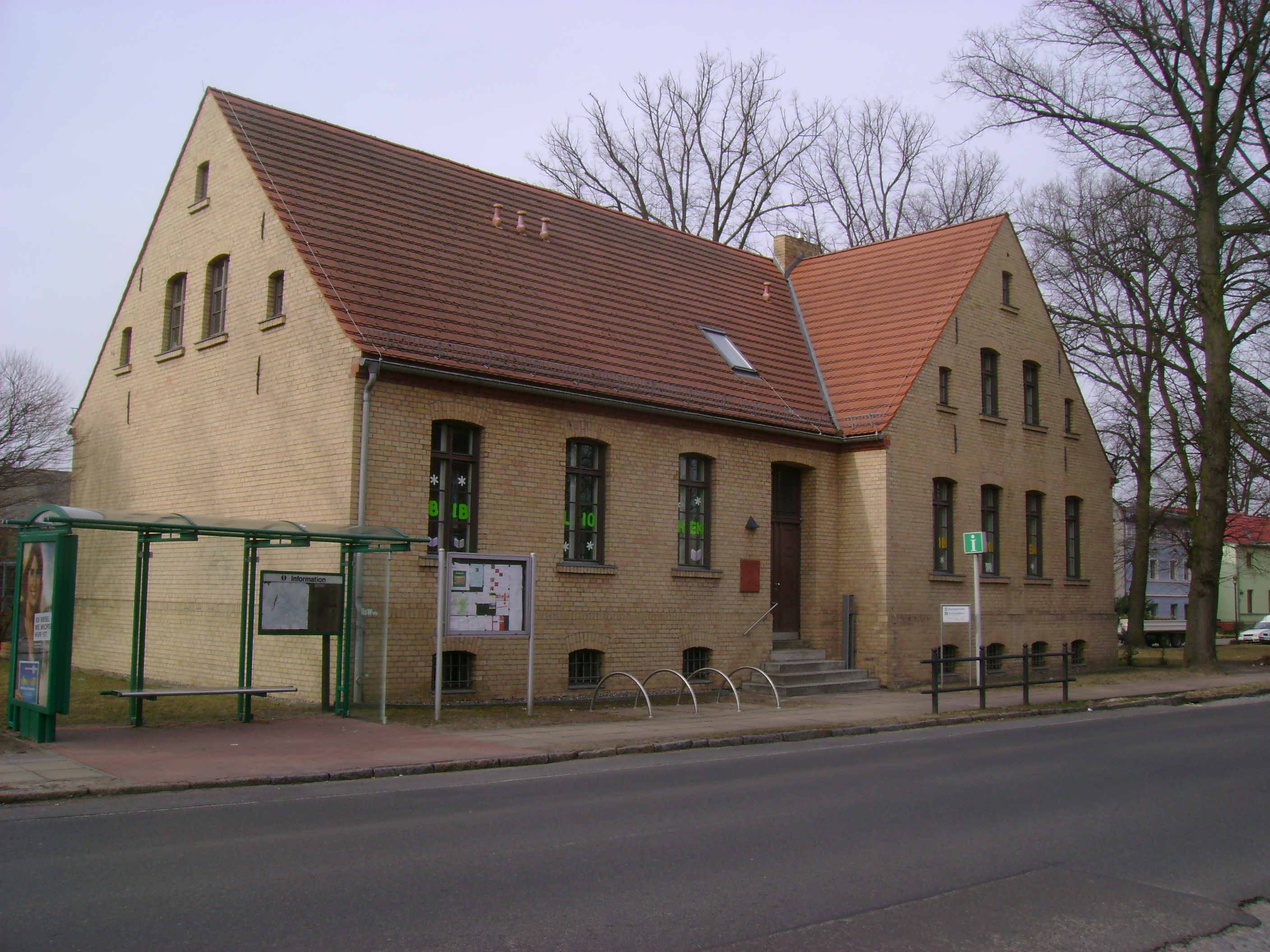
Breite Straße 16

Das Gebäude Breite Straße 16 ist ein Baudenkmal in der Stadt Velten im Landkreis Oberhavel im Land Brandenburg.

## Architektur und Geschichte
Das Gebäude wurde 1877 als Schule auf dem Anger neben der Dorfkirche und dem Pfarrhaus errichtet. Es wurde bis zur Einweihung des Schulneubaus in der Viktoriastraße, im Jahre 1885, als Schule genutzt. Danach diente es als Wohnhaus und später bis 2017 als Stadtbibliothek.
Das eingeschossige Haus hat einen T-förmigen Grundriss, ist in massiver Ziegelbauweise ausgeführt und hat ein Satteldach.